# Актюбинская областная филармония имени Газизы Жубановой

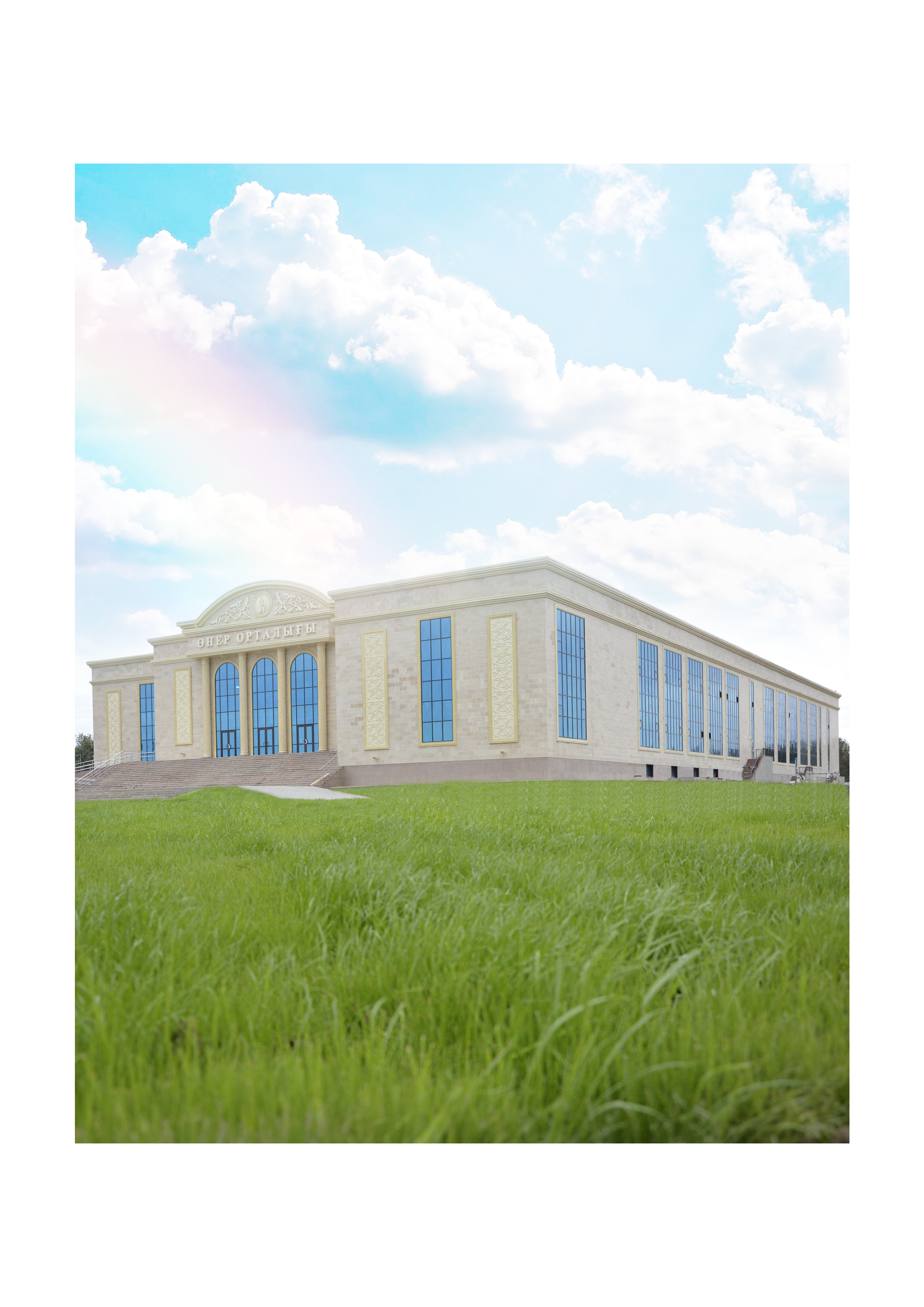
Актобе "Өнер орталығы"

Актюбинская областная филармония имени Газизы Жубановой (каз. Ғазиза Жұбанова атындағы Ақтөбе облыстық филармониясы) — культурно-концертная организация, основанная 16 сентября 1944 года. Первым директором и основателем был участник Великой Отечественной войны, известный снайпер, заслуженный артист Каз.ССР Галим Койшибаев . С 1997 года носит имя композитора Газизы Жубановой. В составе филармонии оркестр казахских народных инструментов имени А.Жубанова, казахский камерный хор, фольклорные ансамбли «Достық сазы», «Арайлы Ақтөбе», Ансамбль классической музыки, детская  студия "Саз", театр сатиры "Екі езу", танцевальный ансамбль «Аққу», . В Актобинской областной филармонии в разные годы работали заслуженные артисты Казахстана — Р. Акжарова, Г. Койшибаев, Т. Оспанов, Ж. Сеилов и др.

## Руководители
- директор Ниязова Дина Арынгазиевна